# Seid Memić
Seid Memić, z umetniškim imenom Vajta, bosanski pevec; *8. marec 1950, Travnik, Bosna in Hercegovina (takrat Jugoslavija).
Leta 1981 je s pesmijo »Lejla« zastopal Jugoslavijo na Pesmi Evrovizije in zasedel 15. mesto.
Po začetku vojne v Bosni in Hercegovini se je preselil v Hamburg v Nemčiji, kjer živi še danes. Še vedno se ukvarja z glasbo.